# Psychotria patens
Psychotria patens là một loài thực vật có hoa trong họ Thiến thảo. Loài này được Sw. miêu tả khoa học đầu tiên năm 1788.